# 空中パズル
『空中パズル』（くうちゅうパズル）は、日本のシンガーソングライター、KOTOKOの6枚目のオリジナルアルバムである。2013年11月20日にワーナー・ホーム・ビデオから発売された。

## 概要
前作『ヒラく宇宙ポケット』から約2年ぶりになる新作アルバム、前作未収録だった「Loop-the-Loop」、WHV移籍後にリリースされた「Light My Fire」「→unfinished→」等のシングル曲や、歌詞提供楽曲のセルフカバーも収録されている。
作曲陣にはI'veの高瀬一矢、井内舞子や、前作からの参加となるDECO*27、齋藤真也、fripSideの八木沼悟志が参加している。
今回はDVD付の初回限定盤とCDのみの通常盤の2タイプが同日発売された、また購入先着特典として「→unfinished→」の英語詞版を収録した特典CDが付いている。

## チャート成績
2013年12月2日付のオリコン週間アルバムチャートで初登場19位を記録した。初動売上は5,596枚を記録した。

## 批評
音楽出版社の音楽雑誌『CDジャーナル』は、「萌えソングからダークなデジロックまで幅広い表現力を持ち、アニソン・ゲーソン界で実績のある彼女。個性豊かな作家陣が参加した本作も、バラエティに富んだものになっている」と批評した。

## 収録曲
| 全作詞: KOTOKO（#5を除く）、ryo（supercell）（#5）。 |                                 |                                              |                        |                        |      |
| #                                                    | タイトル                        | 作詞                                         | 作曲                   | 編曲                   | 時間 |
| 1.                                                   | 「My-Les」                      | KOTOKO（#5を除く）、ryo（ supercell ）（#5） | 齋藤真也               | 齋藤真也               | 4:26 |
| 2.                                                   | 「WING OF ZERO -the ring-」     | KOTOKO（#5を除く）、ryo（ supercell ）（#5） | 高瀬一矢               | 高瀬一矢               | 5:15 |
| 3.                                                   | 「空中パズル」                  | KOTOKO（#5を除く）、ryo（ supercell ）（#5） | KOTOKO                 | 齋藤真也               | 4:47 |
| 4.                                                   | 「frozen fir tree」             | KOTOKO（#5を除く）、ryo（ supercell ）（#5） | 八木沼悟志（fripSide） | 八木沼悟志             | 5:35 |
| 5.                                                   | 「Light My Fire」               | KOTOKO（#5を除く）、ryo（ supercell ）（#5） | ryo（supercell）       | ryo（supercell）       | 3:47 |
| 6.                                                   | 「黙れよ、ピーター」            | KOTOKO（#5を除く）、ryo（ supercell ）（#5） | DECO*27                | DECO*27                | 3:57 |
| 7.                                                   | 「SHOOT! -KOTOKO ver.-」        | KOTOKO（#5を除く）、ryo（ supercell ）（#5） | 八木沼悟志             | 齋藤真也               | 5:04 |
| 8.                                                   | 「フシ-ギノ-アナ」              | KOTOKO（#5を除く）、ryo（ supercell ）（#5） | 井内舞子               | 井内舞子・尾崎武士     | 4:26 |
| 9.                                                   | 「Rock☆DE フルーツバスケット♪」 | KOTOKO（#5を除く）、ryo（ supercell ）（#5） | KOTOKO                 | 橋咲透（solfa）        | 4:37 |
| 10.                                                  | 「サクラノアメモエギノヨ」      | KOTOKO（#5を除く）、ryo（ supercell ）（#5） | 齋藤真也               | 齋藤真也               | 5:07 |
| 11.                                                  | 「Loop-the-Loop」               | KOTOKO（#5を除く）、ryo（ supercell ）（#5） | KOTOKO・中沢伴行       | 中沢伴行・尾崎武士     | 4:14 |
| 12.                                                  | 「リスタート」                  | KOTOKO（#5を除く）、ryo（ supercell ）（#5） | KOTOKO                 | 井内舞子               | 5:15 |
| 13.                                                  | 「P◇lyG△n」                     | KOTOKO（#5を除く）、ryo（ supercell ）（#5） | 高瀬一矢               | 高瀬一矢               | 4:44 |
| 14.                                                  | 「→unfinished→」(Album ver.)    | KOTOKO（#5を除く）、ryo（ supercell ）（#5） | 八木沼悟志（fripSide） | 八木沼悟志（fripSide） | 4:44 |
| 合計時間:                                            | 合計時間:                       | 合計時間:                                    | 合計時間:              | 65:58                  |      |

| #         | タイトル                       | 作詞             | 作曲                   | 編曲                   | 時間 |
| --------- | ------------------------------ | ---------------- | ---------------------- | ---------------------- | ---- |
| 1.        | 「→unfinished→」(English ver.) | motsu（m.o.v.e） | 八木沼悟志（fripSide） | 八木沼悟志（fripSide） | 4:42 |
| 合計時間: | 合計時間:                      | 合計時間:        | 合計時間:              | 合計時間:              | 4:42 |

| #  | タイトル                             | 作詞 | 作曲・編曲 |
| -- | ------------------------------------ | ---- | ---------- |
| 1. | 「My-Les」(MUSIC VIDEO)              |      |            |
| 2. | 「アジアツアードキュメンタリー映像」 |      |            |
| 3. | 「アルバムTV-SPOT「SHOOT!」」        |      |            |

## 楽曲解説
My-Les
アルバム発売当時『拡散性ミリオンアーサー』シリーズよりスマートフォン用ゲーム『デッキメイクミリオンアーサー』の主題歌に起用決定されたが、2014年12月26日にゲームが開発中止を発表し、タイアップも中止となった。
WING OF ZERO -the ring-
PCゲーム『BALDR SKY ZERO』主題歌の新録音源
Light My Fire
テレビアニメ『灼眼のシャナIII-FINAL-』前期オープニングテーマ
オリジナルアルバムでKOTOKO自身が作詞を手掛けていない楽曲が収録されるのは初。
SHOOT! -KOTOKO ver.-
RO-KYU-BU!に歌詞を提供した楽曲のセルフカバー、原曲はテレビアニメ「ロウきゅーぶ!」のオープニングテーマに起用された。
サクラノアメモエギノヨ
シングル「→unfinished→」カップリング曲。
Loop-the-Loop
テレビアニメ『もっとTo LOVEる -とらぶる-』オープニングテーマ
リスタート
スマートフォン用ゲーム『恋愛リプレイ』オープニングテーマ
P◇lyG△n
「ポリゴン」と読む。

## 参加ミュージシャン
My-Les
- 嘉生大樹：Guitar
- 齋藤真也：Keyboards, Programming

Wing Of Zero -The Ring-
- 高瀬一矢：Guitar, Other Instruments

 空中パズル
- 黒須克彦：Bass
- かどしゅんたろう：Drums
- 川口圭太：Guitar
- 齋藤真也：Keyboards, Programming

 Frozen Fir Tree
- a2c：Guitar

 Light My Fire
- 高間有一：Bass
- 村石雅行：Drums
- 大越王起也：Guitar
- ryo：Programming, Other Instruments

 黙れよ、ピーター
- DECO*27：Guitar, Bass, Chorus, Programming

 Shoot! - Kotoko Ver.-
- 海老澤祐也：Guitar
- 齋藤真也：Keyboards, Programming

 フシ-ギノ-アナ
- 尾崎武士：Guitar
- 井内舞子：Programming, Other Instruments

 Rock☆De フルーツバスケット♪
- 吉田直也：Engineering

 サクラノアメモエギノヨ
- 海老澤祐也：Guitar
- 齋藤真也：Keyboards, Programming

 Loop-The-Loop
- 尾崎武士：Guitar
- 井内舞子：Programming, Other Instruments

 リスタート
- チャーリー田中：Guitar
- 井内舞子：Programming, Other Instruments

 P◇lig△n
- 高瀬一矢：Guitar, Programming, Other Instruments

 →unfinished→ -Album Ver.-
- a2c：Guitar[3]